# Дар ул-Фунун
Дар ул-Фуну́н (перс. دارالفنون‎ [dɒːɾolfʊnuːn]; в переводе с арабского — «Дом искусств») — первое в Иране высшее учебное заведение университетского типа, основанное в 1851 году.

## История
Основанный Мирза Таги-ханом Фарахани Амир-Кабиром (перс. میرزا تقی‌خان فراهانی امیرکبیر‎ , 1807—1852) — премьер-министром Ирана при Насер ад-Дин Шахе Каджаре в 1848—1851 годах, Дар ул-Фунун был задуман как высшее учебное заведение для подготовки специалистов в таких областях, как медицина, технические науки, военная наука и геология.
Мысль о создании учебного заведения нового типа возникла у Амира Кабира после поездки в Санкт-Петербург, который он посетил в 1829 году в составе иранской дипломатической миссии. Став премьер-министром Ирана, Амир Кабир сразу приступил к осуществлению задуманного. С этой целью он пригласил в Иран австрийских преподавателей, одним из которых был врач Якоб Эдуард Полак — будущий основоположник современной медицинской науки в Иране. Торжественное открытие университета состоялось 27 декабря 1851 года с участием Насер ад-Дин Шаха и Ага-Хана Нури, назначенного премьер-министром вместо Амира Кабира, который незадолго до того впал в опалу и был убит 11 января 1852 года.
Первыми студентами Дар ул-Фунуна стали 30 молодых людей из знатных семей. К 1889 году учебное заведение окончили 287 студентов, а в 1891 году — уже 1100 студентов. Преподавательский состав Дар ул-Фунуна в то время состоял из 16 европейских и 26 иранских преподавателей, одним из которых был Мирза Мальком-хан.
Дар ул-Фунун стал предтечей Тегеранского университета, медицинский факультет которого, например, является преемником медицинского отделения Дар ул-Фунуна, преобразованное в 1919 году в Медицинскую школу.

## Известные выпускники
- Мирза Мехди Хан Шакаки Мумтахан ад-Давла (1808—1882), архитектор;
- Али-Кули Хан Хедаят Мухбир ад-Давла (1829—1897), политический деятель;
- Мохаммад-Хасан Хан Сани‘ ад-Давла (1843—1896), политический деятель;
- Мирза Абул-Фазл Гольпайгани (1844—1914), учёный;
- Абд ул-Маджид Мирза ‘Айн ад-Давла (1845—1927), премьер-министр;
- Мирза Али-Акбар Хан Назем ул-Aтебба (1847—1924), врач;
- Мохаммад-Хан Гаффари Камаль оль-Мольк (1847—1940), художник;
- Муртаза-Кули Хан Хедаят Сани‘ ад-Давла (1856—1911), политический деятель;
- Махмуд Хан Аламир Эхтишам ал-Салтана (1862—?), политик и дипломат;
- Ибрахим Хакими (1863—1959), премьер-министр Ирана в 1940-х гг.
- Мухаммад Мирза Кашиф ал-Салтана (1865—1929), дипломат и предприниматель;
- Али-Акбар Давар (1867—1937), министр юстиции Ирана;
- Голам-Хосейн Дарвиш (1872—1926), музыкант;
- Мирза Джахангир-Хан Суре-Эсрафиль (1874—1908), журналист и политический деятель;
- Мохаммад-Али Форуги (1877—1942), учёный; премьер—министр Ирана;
- Али-Акбар Деххода (1879—1956), политический деятель, лингвист, лексикограф;
- Хосейн Хан Мотамед (1893—1955), хирург;
- Хосейн Голе-Голаб (1895—1985), музыкант;
- Али-Акбар Сияси (1895—1990), учёный
- Хадж Али Размара (1901—1951), премьер-министр Ирана в 1950—1951 годах;
- Садек Хедаят (1903—1951), прозаик
- Муджтаба Минави (1903—1976), учёный и историк
- Али Амини (1905—1992), премьер—министр в 1961—1962 годах;
- Мохсен Хаштруди (1908—1976), учёный и математик;
- Мухаммед Гариб (1909—1975), врач;
- Манучехр Икбал (1909—1977), премьер—министр в 1957—1960 годах.
- Мухаммад Муин (1914—1971), учёный и лингвист;
- Ферейдун Адамият (1920—2008), историк и дипломат;
- Джалал Але Ахмад (1923—1969), писатель и политический критик;
- Ферейдун Мошири (1926—2000), поэт;
- Эхсан Нараки (1926—2012), социолог и писатель;
- Мустафа Чамран (1932—1981), министр обороны Ирана в 1979—1980 годах;
- Фарамарз Пайвар (1933—2009), музыкант;
- Дариюш Ашури (род. 1938), писатель и переводчик;
- Бахрам Байзаи (род. 1938), режиссёр;
- Ахмадреза Ахмади (1940—2023), поэт и киносценарист;
- Мохаммад-Али Сепанлу (род. 1940), поэт;
- Мохаммад-Хоссейн Адели (род. 1953), политик и экономист;
- Маджид Касеми (род. 1952), банкир и экономист;
- Аббас Эгбаль Аштиани, историк